# Latrunculiidae
Latrunculiidae é uma família de esponjas marinhas da ordem Poecilosclerida.

## Gêneros
- Cyclacanthia Samaai, Govender e Kelly, 2004
- Latrunculia du Bocage, 1869
- Sceptrella Schmidt, 1870
- Strongylodesma Lévi, 1969
- Tsitsikamma Samaai e Kelly, 2002